# Gabaston
Gabaston – miejscowość i gmina we Francji, w regionie Nowa Akwitania, w departamencie Pireneje Atlantyckie.
Według danych na rok 1990 gminę zamieszkiwały 602 osoby, a gęstość zaludnienia wynosiła 47 osób/km² (wśród 2290 gmin Akwitanii Gabaston plasuje się na 642. miejscu pod względem liczby ludności, natomiast pod względem powierzchni na miejscu 889.).